# Clusia intertexta
Clusia intertexta är en tvåhjärtbladig växtart som beskrevs av Nathaniel Lord Britton. Clusia intertexta ingår i släktet Clusia och familjen Clusiaceae. Inga underarter finns listade i Catalogue of Life.